# Virtual Skipper 2
Virtual Skipper 2 est un jeu vidéo de simulation de course à la voile développé par Duran Duboi et Nadeo, édité par Focus Home Interactive et sorti en 2002 sur Windows.

## Accueil
- Jeux vidéo Magazine : 13/20[1]
- Jeuxvideo.com : 17/20[2]
- Jeuxvideo.fr : 7/10[3]
- Gamekult : 8/10[4]